# Sufi Abu Taleb

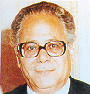
Sufi Abu Taleb (offizielles Porträt, aufgenommen während der Amtszeit als Parlamentspräsident)

Sufi Abu Taleb (arabisch صوفي أبو طالب, DMG Ṣūfī Abū Ṭālib; * 27. Januar 1925 in Ägypten; † 21. Februar 2008 in Kuala Lumpur, Malaysia) war ein ägyptischer Politiker. Nach dem Attentat auf Anwar as-Sadat war er acht Tage amtierender Staatspräsident Ägyptens.

## Karriere
Abu Taleb war vom 4. November 1978 bis zum 4. November 1983 Parlamentspräsident. In dieser Eigenschaft übernahm er nach dem Attentat auf Staatspräsident Sadat am 6. Oktober 1981 stellvertretend dessen Amtsgeschäfte, bis Husni Mubarak am 14. Oktober 1981 das Amt übernahm.
Vor seiner politischen Karriere studierte Abu Taleb Rechtswissenschaft in Ägypten, Frankreich und Italien und erwarb 1952 einen Doktortitel an der Sorbonne. Später war Abu Taleb Präsident der Universität Kairo und ein Mitbegründer der Universität von Faijum. Abu Taleb war Mitglied der Islamischen Forschungsakademie.
Taleb war ein Befürworter der Integrierung der Scharia in die ägyptischen Gesetze. Durch seine Initiative erhielt Artikel 2 der Verfassung die Regelung, dass die Scharia die Hauptquelle der Gesetzgebung Ägyptens darstelle.
Abu Taleb starb an einem Herzanfall und wurde mit militärischen Ehren beigesetzt.

## Familie
Er war verheiratet und hatte vier Kinder, davon zwei Söhne und zwei Töchter. 